# نوویاماشوو
نوویاماشوو (انگلیسی: Novoyamashevo) یک شهرک در شهرستان کویورگازینسکی جمهوری باشقیرستان در کشور روسیه است.